# Gorzebądz (powiat koszaliński)
Gorzebądz (do 1945 niem. Gohrband) – wieś sołecka w Polsce położona w województwie zachodniopomorskim, w powiecie koszalińskim, w gminie Sianów.
Według danych z 30 czerwca 2003 r. wieś miała 117 mieszkańców.
W latach 1975–1998 miejscowość administracyjnie należała do woj. koszalińskiego.